# Roger Verey
Roger Roland Verey (ur. 14 marca 1912 w Lozannie, zm. 6 września 2000 w Krakowie) – polski wioślarz, medalista olimpijski i mistrz Europy.

## Życiorys
Wychował się we Francji, a od 1929 (po śmierci ojca) mieszkał w Krakowie. Był zawodnikiem sekcji wioślarskiej AZS Kraków. Startował w jedynkach i dwójkach podwójnych. Zdobył brązowy medal na igrzyskach olimpijskich w Berlinie (1936) w dwójkach podwójnych, w osadzie z Jerzym Ustupskim. W jedynkach, po wygraniu wyścigu eliminacyjnego, wycofał się w półfinale z powodu przemęczenia wywołanego startami w dwóch różnych konkurencjach.
Był trzykrotnym mistrzem Europy. Zwyciężył w jedynkach na ME w Budapeszcie (1933), a dwa lata później na ME w Berlinie zdobył złote medale w jedynkach i w dwójkach podwójnych (z Ustupskim). Dwukrotnie był wicemistrzem Europy w jedynkach: na ME w Lucernie (1934) i ME w Mediolanie (1938). Zdobył też brązowe medale w jedynkach na ME w Amsterdamie (1937) i dwójkach podwójnych z Ustupskim na ME w Belgradzie (1932). Jako jedyny Polak startował też w powojennych mistrzostwach Europy w ME w Lucernie (1947) i ME w Amsterdamie (1949), ale odpadł w repasażach. W 1939 zajął 2. miejsce w jedynkach w Królewskich Regatach w Henley-on-Thames nad Tamizą o „Diamentowe Wiosła”.
Zdobył dwadzieścia dwa tytuły mistrza Polski:
- jedynki: 1931, 1932, 1933, 1934, 1935, 1936, 1937, 1938, 1939, 1945, 1946, 1947,1948 i 1949
- dwójki podwójne:
  - z Jerzym Ustupskim:1932, 1935, 1936 i 1939
  - z Dezsõ Csabą: 1945, 1946, 1948 i 1949

Po zakończeniu kariery w 1950 był trenerem i sędzią wioślarskim.
Został wybrany najlepszym sportowcem Polski w Plebiscycie „Przeglądu Sportowego” 1935. Wielokrotnie był też w pierwszej dziesiątce: w 1933 był trzeci, w 1937 dziesiąty, w 1938 siódmy, w 1948 także siódmy, a w 1949 ósmy. Laureat Wielkiej Honorowej Nagrody Sportowej za rok 1935.
Opublikował wspomnienia 40 000 kilometrów na skifie (Kraków 1957).
Pochowany 12 września 2000 na cmentarzu Rakowickim w Krakowie (kwatera IVA-wsch-po lewej Grabowskich).

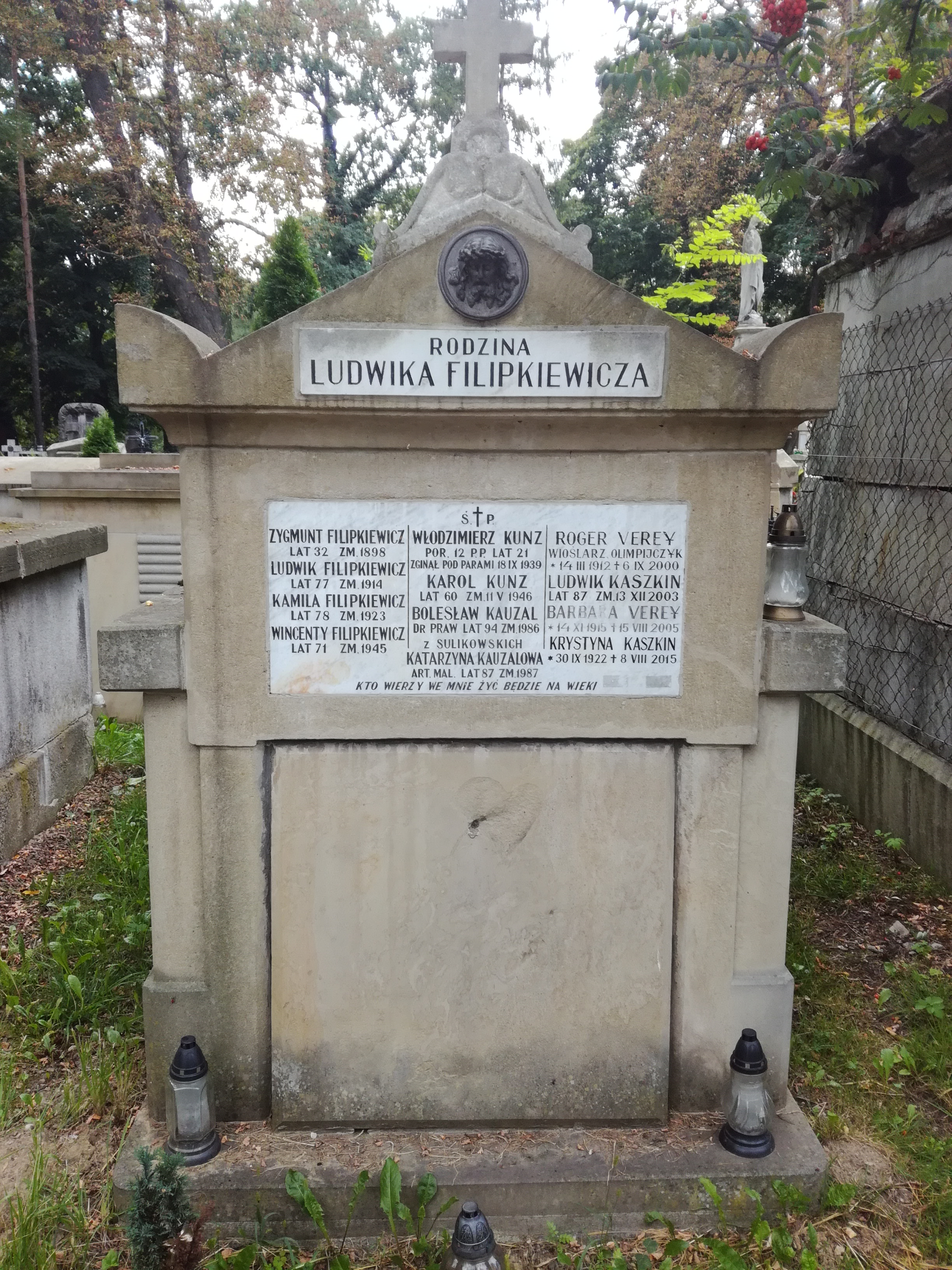
Grób Rogera Vereya na cmentarzu Rakowickim

## Ordery i odznaczenia
- Srebrny Krzyż Zasługi (19 marca 1937)[7]